# Rangos e insignias de la Ordnungspolizei

Todos los policías uniformados llevaban el Polizeiadler (Águila de la policía) coronada con una gorra y en la manga izquierda.

Los rangos e insignias de la Ordnungspolizei se desarrollaron en 1936, después de la nacionalización de las fuerzas policiales regulares de Alemania.

## Títulos de rango de laOrdnungspolizei
Los rangos de la Ordnungspolizei (OrPo) se basaron en los títulos de la policía local y se consideraron un sistema separado de rangos de las SS. También era posible que los miembros de la OrPo tuvieran doble estatus tanto en la OrPo como en las SS, pues esta era casi una division de esta, lo que significa que dos rangos podían mantenerse simultáneamente. En el caso de los generales de la OrPo, el rango de las SS equivalente siempre se mantuvo, en cuyo caso el rango de las SS se ocuparía primero, seguido de sus títulos de policía (por ejemplo: SS-Obergruppenführer und General der Polizei). En 1944, todos los generales de la OrPo también obtuvieron el rango de las Waffen-SS equivalente, de modo que, en el caso de que los Aliados los capturaran, el general de la OrPo tendría el estatus de oficial militar en lugar de oficial de policía.
El personal de la OrPo que también era miembro de las Allgemeine SS estaba autorizado a usar un parche bordado de SS-Sigrunen en el bolsillo del pecho.

## Insignias de rango de laOrdnungspolizei
Además de la insignia del cuello y el hombro, la Ordnungspolizei también llevaba el águila de policía envuelta en la manga superior izquierda. El parche del cuello y las hombreras estaban bordadas y el águila (por debajo del rango de Leutnant) estaba bordada, en un truppenfarbe, un código de color que indicaba la rama de la policía: verde para la Schutzpolizei (Policía de Protección) y oficiales de la policía, rojo oscuro para la Gemeindepolizei (Policía de Protección Municipal), naranja para la Gendarmerie rural, rojo carmín para los bomberos, dorado para la policía marítima, gris claro para la policía administrativa.

### Generales
| Insignia del hombro | Insignia del cuello(1936–42) | Insignia del cuello(1942–45) | Rango general de la OrPo   | Rango equivalente de las SS |
| ------------------- | ---------------------------- | ---------------------------- | -------------------------- | --------------------------- |
|                     |                              |                              | Chef der Deutschen Polizei | Reichsführer-SS             |
|                     |                              |                              | Generaloberst der Polizei  | Oberst-gruppenführer        |
|                     |                              | General der Polizei          | Obergruppenführer          |                             |
|                     |                              | Generalleutnant der Polizei  | Gruppenführer              |                             |
|                     |                              | Generalmajor der Polizei     | Brigadeführer              |                             |

Nota: Dado que la mayoría de los generales de la policía, cada vez más a medida que pasaba el tiempo, también eran generales de las SS, normalmente llevaban un uniforme de las SS, excepto en funciones específicas de la policía.

### Oficiales de campo
| Insignia del hombro | Insignia del cuello        | Rango general de la OrPo | Rango equivalente de las SS |
| ------------------- | -------------------------- | ------------------------ | --------------------------- |
|                     |                            | Oberst der Polizei       | Standartenführer            |
|                     | Oberstleutnant der Polizei | Obersturmbannführer      |                             |
|                     | Major der Polizei          | Sturmbannführer          |                             |
|                     | Hauptmann der Polizei      | Hauptsturmführer         |                             |
|                     | Oberleutnant der Polizei   | Obersturmführer          |                             |
|                     | Leutnant der Polizei       | Untersturmführer         |                             |

### Suboficiales y reclutas
| Insignia del hombro | Insignia del cuello | Rango general de la OrPo                               | Traducción       | Rango equivalente de las SS |
| ------------------- | --- | ------------------------------------------------------ | ---------------- | --------------------------- |
|                     | | Meister (Sargento Mayor)                               | Sargento Mayor   | Sturmscharführer            |
|                     | Hauptwachtmeister (Jefe de pelotón)                                                                                         | Jefe de pelotón                                        | Hauptscharführer |                             |
|                     | Revier-oberwachtmeister(Schupo)Bezirks-oberwachtmeister(Gendarmerie)Zugwachtmeister(Kasernierte Polizei) (Sargento Técnico) | Jefe Superior de AsaltoJefe de distritoJefe de pelotón | Oberscharführer  |                             |
|                     | Oberwachtmeister | Líder de escuadrón                                     | Scharführer      |                             |
|                     | Wachtmeister (Sargento) | Líder de escuadrón                                     | Unterscharführer |                             |
|                     | Rottmeister (Cabo) | Jefe de equipo                                         | Rottenführer     |                             |
|                     | Unterwachtmeister (Alguacil)                                                                                                | Policía de asalto                                      | Sturmmann        |                             |
| No insignia         | Anwärter (Cadete) | Cadete                                                 | Mann             |                             |

- Fuente:[2]

## Rangos y salarios
| Grado de salario | Salario anual en Reichsmarks (RM) (salario básico, sin pluses) | Mannschaften (Reclutas) Unterführer (Suboficiales) Revieroffiziere | Offiziere (Oficiales) |
| ---------------- | -------------------------------------------------------------- | ------------------------------------------------------------------ | --------------------- |
| -                | ..                                                             | Anwärter                                                           |                       |
| -                | ..                                                             | Anwärter con más de 6 meses de servicio                            |                       |
| -                | ..                                                             | Unterwachtmeister                                                  |                       |
| A8c5             | 1536                                                           | Rottwachtmeister                                                   |                       |
| A8c4             | 1920                                                           | Wachtmeister                                                       |                       |
| A8c3             | 2040                                                           | Oberwachtmeister                                                   |                       |
| A8c2             | 2340                                                           | Revieroberwachtmeister                                             |                       |
| A8c1             | 2370                                                           | Hauptwachtmeister con menos de 12 años de servicio                 |                       |
| A8a              | 2100–2800                                                      | Hauptwachtmeister con más de 12 años de servicio                   | (Oberfeldwebel)       |
| A7c              | 2000–3000                                                      | Hauptwachtmeister antes del 12 de abril de 1943                    | (Oberfeldwebel)       |
| A7a              | 2350–3500                                                      | Meister                                                            |                       |
| A5b              | 2300–4200                                                      | Obermeister Revierleutnant                                         |                       |
| A4e              | 2800–4600                                                      |                                                                    | Leutnant              |
| A4e              | 2800–4600                                                      |                                                                    | Oberleutnant          |
| A4c2             | 2800–5000                                                      | Inspektor Revieroberleutnant                                       |                       |
| A4c1             | 2800–5300                                                      | Revierhauptmann                                                    |                       |
| A3b              | 4800–6900                                                      |                                                                    | Hauptmann             |
| A2c2             | 8400                                                           |                                                                    | Major                 |
| A2b              | 9700                                                           |                                                                    | Oberstleutnant        |
| A1a              | 12 600                                                         |                                                                    | Oberst                |
| B7a              | 16 000                                                         |                                                                    | Generalmajor          |
| B4               | 19 000                                                         |                                                                    | Generalleutnant       |
| B3a              | 24 000                                                         |                                                                    | General               |

El salario medio anual para un trabajador industrial era de 1459 Reichsmarks en 1939, y para un trabajador de cuello blanco empleado por cuenta privada, 2772 Reichsmarks.